# Zimmerberg (Marienheide)
Zimmerberg ist ein Ortsteil der Gemeinde Marienheide im Oberbergischen Kreis in Nordrhein-Westfalen.

## Lage und Beschreibung
Der Ort liegt im Nordosten von Marienheide westlich der Landesstraße 306. Nachbarorte sind Holzwipper, Lienkamp und Straße.

## Geschichte
Ab der Preußischen Uraufnahme von 1840 ist der Ort unter der Bezeichnung „Zimmerberg“ auf topografischen Karten verzeichnet.

## Busverbindungen
Über die im Nachbarort gelegene Haltestelle „Straße“ der Linie 320 (VRS/OVAG) ist Zimmerberg an den öffentlichen Personennahverkehr angebunden.